# Tramway Murmansk
| Tramway Murmansk    | Tramway Murmansk    |
| ------------------- | ------------------- |
| Hohe Trestle-Brücke |                     |
| Schienenfahrzeuge   |                     |
| Streckenlänge:      | 10 km               |
| Spurweite:          | 600 mm (Schmalspur) |
|                     |                     |

Die Tramway Murmansk (russisch Мурманский трамвай, Murmanskij tramvaj) war eine von 1918 bis 1934 betriebene Schmalspurbahn (декавилька, Dekavil’ka für Decauville) mit Benzolantrieb in Murmansk.

## Geschichte
Die Schmalspurbahn hatte eine Spurweite von 600 mm. Sie wurde 1918 von britischen Ententetruppen für militärische Zwecke durch Kriegsgefangene der Roten Armee gebaut. Die zehn Kilometer lange Strecke begann am Hafen und der Eisenbahn, führte entlang der Worowskowo-Straße (улице Воровского) und über mehrere Trestle-Brücken auf einem fast fünf Kilometer langen Bogen um die Stadt herum bis zu den Kohle-Anlegestegen am Kap (Зелёного мыса, Seljonowo myssa). Es wurden kleine britische Simplex Benzol-Schienentraktoren ohne Führerhaus, Kipploren sowie offene und geschlossene Güterwagen eingesetzt.
Nach dem Aufstand der Bevölkerung gegen die Truppen und der Eroberung der Stadt durch die Rote Armee wurde die Bahn für den Güter- und Personenverkehr genutzt, bis sie 1934 durch einen Bus ersetzt wurde. Inzwischen wurde die Schmalspurbahn komplett abgebaut.

## Bilder

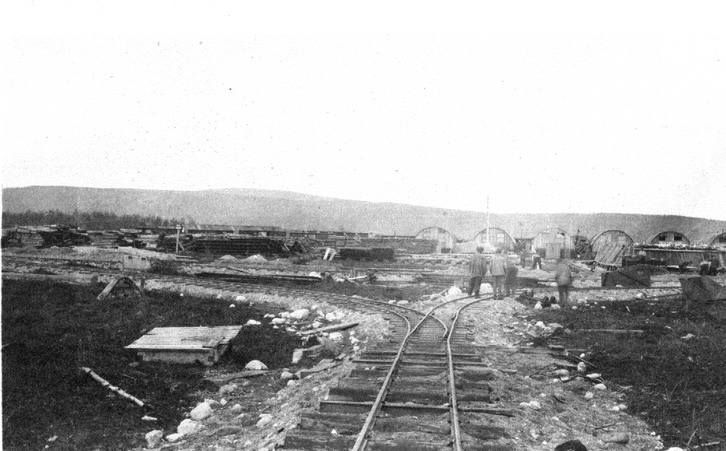
Weiche
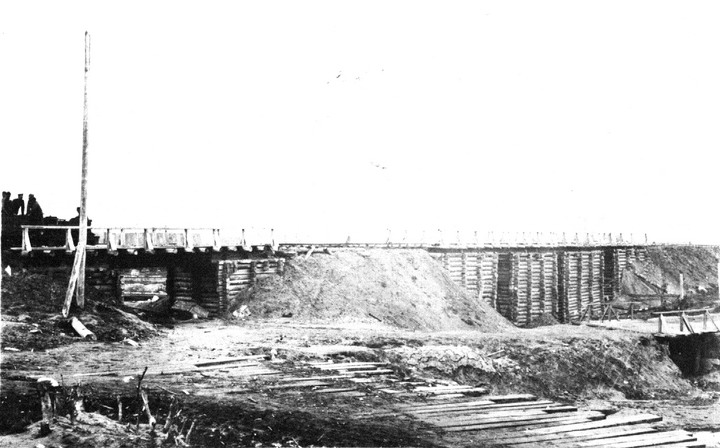
Doppelte Trestle-Brücke
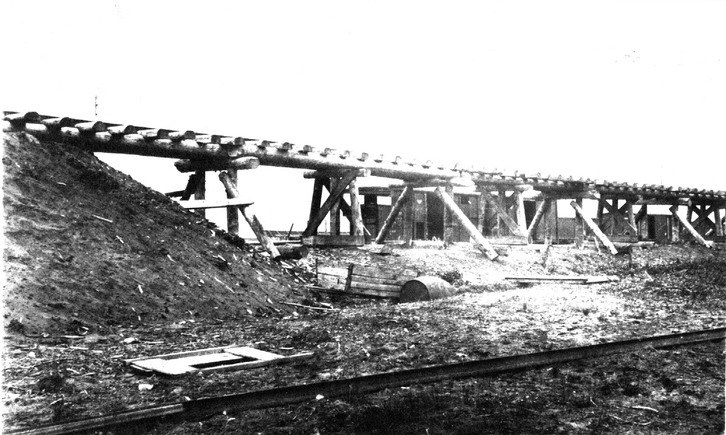
Lange Trestle-Brücke
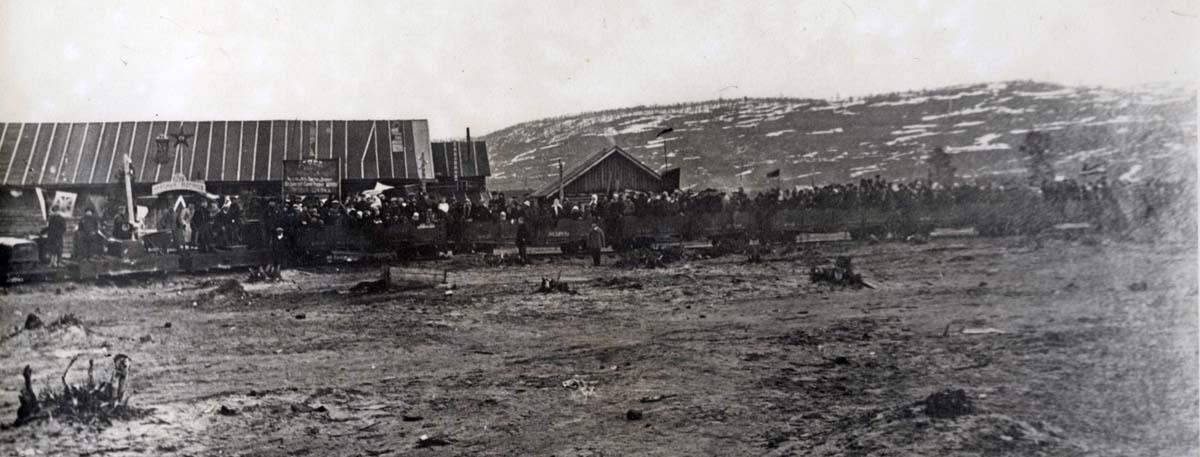
Ausflug, 1. Mai 1920
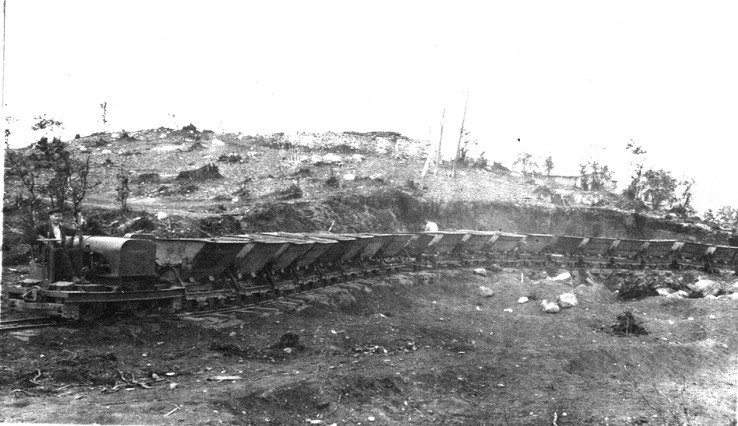
Kipploren
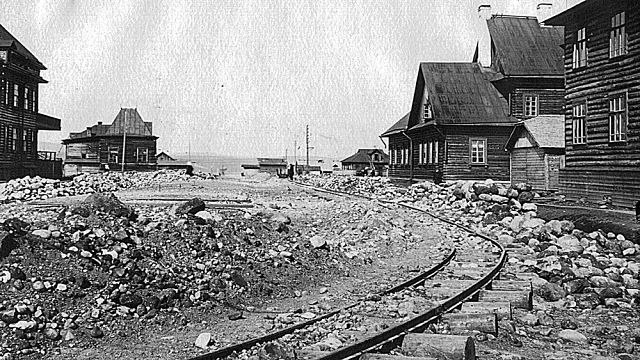
Oberbau